# クォンタム・ファミリーズ
『クォンタム・ファミリーズ』は、東浩紀の小説。『新潮』2008年5月号から2009年8月号まで「ファントム・クォンタム」として断続的に連載後、大幅な加筆修正と改題のうえ2009年12月に新潮社より刊行された。東はそれまで主に批評家として活動し、2008年には桜坂洋との合作小説『キャラクターズ』を刊行しているが、単著ではこれが第一作の小説である。内容は量子論を背景とした並行世界を扱う近未来SFで、タイトルを直訳すると「量子家族」になる。
2010年に第23回三島由紀夫賞を受賞。東は1999年に評論『存在論的、郵便的―ジャック・デリダについて』で同賞の候補になっており、10年越しの受賞となった。

## あらすじ

### 第一部
主人公・葦船往人（あしふね ゆきと）はやがて35歳になる売れない小説家であり、私立大学の文学部に教官として勤めている。彼は自分の担当編集者であった大島友梨花（おおしま ゆりか）と結婚していたが、数年前に義父が死去したのをきっかけに夫婦の仲がぎくしゃくし始め、まだ子供も作っていなかった。そうしたある日、往人は携帯電話で文字化けしたメールを受け取るようになる。ソフトウェアで解読してみると、それは彼の娘だという「葦舟風子」（あしふね ふうこ）と名乗る人物が、27年後の2035年から往人に宛てて送信したメールだった。
往人は自分の正気を疑いながらもメールに返信するようになっていた。そしてある時、「娘」のメールの指示に基づいて、アリゾナの以前に義父の別荘のあった場所に一人で赴くと、そこで体が割れるような奇妙な感覚に捕らわれる。この瞬間に往人は、義父が健在で、妻との関係も壊れておらず、幼い娘の風子もいる別の世界に転送されていた。その世界では往人は小説の執筆をやめており、代わりにブログを使って政治的な活動に身をいれ、読者たちからなる一種のコミュニティを作っていた。
当初は戸惑った往人も、やがて人生の「リセット」を受け入れ新たな生活に順応していく。しかし、ブログの読者だったという楪渚（ゆずりは なぎさ）との出会いや、青年時代の自身の性犯罪の記憶をきっかけに、往人はこの世界にあり方に疑問を抱くようになる。真実を突き止めるために、渚とともに自分のブログの熱心な支持者であった若者3人とショッピングモールで面会した往人は、やがてこの世界の自分が計画したという無差別テロに妻子もろとも巻き込まれていく。
一方、2035年の世界にいる風子は、平行世界を観測する研究所に勤めていた。彼女は勤務中、28年前の父を偶然発見し、こちらの世界では既に死んでいた彼にメールを送ったのだった。そのような中、彼女は別の平行世界から来たという、往人の息子を名乗る葦舟理樹（あしふね りき）と遭遇する。彼は自分の世界で虐待を受けた母を救うために、二つの平行世界間で往人の人格を入れ替えていたのだが、その結果2008年の風子の世界でショッピングモールでのテロが起こることになってしまった。彼らはテロを阻止するため、2008年の風子の世界に自分たちを転送する。

### 第二部
しかし、テロの阻止は手遅れに終わった。このテロによって妻子の死に直面した往人は気を失い、次に目が覚めると2036年のアリゾナにいた。テロを阻止しようとした風子、理樹もそれぞれ別の体を与えられてここに転送されている。この世界では友梨花は教団「もりとなかよしのしま」の主宰者となっていた。また彼女は「検索障害」を患っていたために脳内に様々な平行世界の記憶が流れ込んでおり、この記憶をもとにして見つけた往人たちの人格をこの世界に集め、知人の体に乗り移らせたのだった。この世界にはまた渚の孫娘として生まれた3歳の「風子」もいた。
彼らを「量子家族」として集めた友梨花は、結局思い直して彼らをもといた世界に送り返そうとする。しかしこの世界は、往人がもといた世界が往人の人格の交換を経た結果変化を被ったあとの世界であり、そのためすでに往人たちがもといた世界は存在しなくなっていた。さらにこれらの経緯全体が友梨花の思惑ではなく、風子が作り出した仮想人格である「汐子」（しおこ）が、2064年の未来から干渉を行なっていた結果だったことが明らかになる。風子と理樹は「汐子」のプログラムをネットに解き放つことによって全ての因果の環を閉じようとするが、往人はそれを拒み、いまあるこの世界とここに集められた家族とを肯定すべきだと説く。そしてプログラムの入ったチップを噛み砕くが、その瞬間に往人自身も突然の死に襲われる。

## 作品構造とモチーフ
作品は二部構成になっており、第一部では2008年に存在の基盤を置く往人を語り手とする「父」の章と、2035年にいる風子を語り手とする「娘」の章が交互に展開し、二人の物語が交叉して以降の第二部は三人称となり、さらにその本編の前後を「物語外1」「物語外2」という章で挟み込む形になっている。風子のいる2035年の世界は量子回路の発明によってコンピュータが飛躍的に進歩した反面、平行世界からの干渉を受けるようになった世界であり、こうした理論的背景をもとに物語が展開していく（平行世界の存在を示す際の道具としてウィキペディアも用いられている）。また作中では平行世界を扱っていた作家として村上春樹、特にその『世界の終りとハードボイルド・ワンダーランド』が繰り返し言及されており、春樹について作中で提示される「35歳問題」（人生の半ばを過ぎて「できたかもしれなかった」「できなかった」という仮定法過去の総和が直説法過去・直説法未来の総和を上回る、という問題）が平行世界を語るモチーフの一つとなっている。二つの章が交互に展開する構成も村上の同作品にならっていると考えられるもので、文体面にも村上春樹との類似が見られる。
主人公の家族構成は著者自身のそれをなぞって設定されているが、主要登場人物の名前「往人」「風子」「理樹」「渚」などはKey制作の美少女ゲーム『AIR』『CLANNAD』『リトルバスターズ!』の各登場人物から取られている。主人公の妻「大島友梨花」の名は漫画家の「大島弓子」と同人ゲーム『ひぐらしのなく頃に』の登場人物「古手梨花」（およびSFアニメ『機動戦艦ナデシコ』のヒロインの名「ミスマル・ユリカ」）を組み合わせたものである。

## 著者自身による解説
刊行前のTwitter上の発言では、著者の東はこの作品について「内容は村上春樹＋CLANNAD＋「存在論的、郵便的」のマッドSFと言ったところでしょうか」と述べている。三島賞受賞後のエッセイでは、（あえて分類するならば）「現代的でネット的な世界観（ゲーム的世界観）と想像力（マルチエンディングとデータベースの想像力）を前提として、それでもさらに文学の伝統と繋げるかのように、アクロバティックな道具立てを駆使して作られた変わった「私小説」」としており、また執筆の基底にあるのは現実に自分に娘ができたことで、その現実そのものがあまり非現実的で信じられないために、もう一人の自分の人生を疑似体験するためにこの小説を書いた、従ってこれは「私小説でありながら、まったく私小説ではなく、「私」をむしろ複数の世界を横断するキャラクターの断片に分解してしまうような小説だ」と解説している。
「データベースの想像力」や「ゲーム的世界観」は東が『動物化するポストモダン』や『ゲーム的リアリズムの誕生』で主題としていた考えだが、東はまた『クォンタム・ファミリーズ』を東の最初の著作『存在論的、郵便的』の続編であるとも述べている。『存在論的、郵便的』はフランスの思想家ジャック・デリダの思想を、否定神学的な外部性を排除するために「郵便的」と名づけたネットワーク的な観点から読解するもので、東は特にここで取り上げた固有名に対する問題意識がこの作品に受け継がれていることを強調している。
すなわち、言語外の実在物へ「名指し」に根拠を置くクリプキらの固有名論は、虚構の存在（キャラクター）の固有名を考えたとき限界をしめす。固有名に独自性をもたらすには実は実在物への名指しではなく、名指しがあったかのように我々錯覚させる「ネットワークの効果」であり、従ってキャラクターが固有名を持つのは実は二次創作（「もしかしたら別の行動をしていたかもしれない」）の結果であってその逆ではない。言い換えれば、登場人物は物語の外に出ることによって固有名を獲得する。そして東はこの考えから、作品の最後に「物語外2」として虚数をしめす「i」の番号を振られている章「汐子」を、コンピュータ上の仮想人格である汐子（この名前は前述の『CLANNAD』に登場する主人公の娘「汐」に由来するとともに、このキャラクターにあやかって付けられた東の実子の名「汐音」に由来する）によって書かれた、この物語に対する二次創作として置かれているのだということを明かしている。

## 評価、反響
東は近年はブログの更新を停止し、ネット上では主にTwitterを使用して発言しており、『クォンタム・ファミリーズ』刊行前後には各書店の入荷・在庫情報が東のアカウントに寄せられた。また発売日前に作られた公式アカウントからは、発売日当日に増刷が決まったことがアナウンスされている。Twitter上ではまた高橋源一郎、阿部和重、仲俣暁生などからの好意的な感想も寄せられている。
刊行後には1、2ヶ月の間に『アサヒ芸能』『産経新聞』『週刊朝日』『日経新聞』『本の雑誌』など新聞・雑誌各紙に書評やインタビューが掲載された。『新潮』で書評を行なった斎藤環は、作家、SF、現代思想、美少女ゲームなどさまざまな参照項を持つ本作を東自身の「データベース理論」の実践として捉えられうるとしつつ、本作に頻出する精神分析的なモチーフにも注意を促している。『文学界』で本作を取り上げた栗原裕一郎は「多様な読みを誘発ないし許容する作品」と評価しながらも、この小説が「思想や批評を打破するため」に書いたという著者自身の意図に反して、東自身の思想・批評に還元されてしまうおそれを指摘した。『すばる』で書評を行なった宇野常寛も「一作にして何作分もの読みを可能にするハイブリッドな小説」と評価しているが、一方で本作において「父を引き受けること」という形で描かれている倫理的姿勢を、宇野自身が『ゼロ年代の想像力』などで展開した東批判・セカイ系批判に対する応答と捉え批判を加えている。
三島由紀夫賞選考では5人の選考委員のうち3人（川上弘美、町田康、平野啓一郎）が○をつけ、1人（小川洋子）が△をつけて評価した。印をつけなかった辻原登は、様々な装飾を取り払ってみると「作者の狙いどおりかもしれないが、かなり荒涼とした、通俗的な世界」になると述べている。小川洋子は「物語に引きずり込まれていく快感」はあったものの、それがあくまで作者のコントロールの下の、あらかじめ設定された範囲内に留まっているとした。川上弘美は「わくわくする小説」、最後の「汐子」の章にふられた番号に「ぐっときました」と述べ、候補作全体を読んでまずこの作品に○をつけたと述べている。町田康は○をつけたものの、「アイテムや筋、設定」に既視感があり、また「自分」というものの取り扱いもありきたりであるとしており、ただ他の候補作と比べてもっとも小説として魅力的だったために推したとしている。平野啓一郎はとくに強く推しており、「ボルヘス的な数学的可能性の中の生という主題を、「35歳問題」を通じてリリカルに導入しつつ、作者は、閉鎖系のシステムの中での主体的な人間像から、四方八方に破れ放題になった世界の人間像へと、言葉による転換を誠実に試みている」と評価した。